# 45:33
45:33 è un album del gruppo musicale statunitense LCD Soundsystem, distribuito digitalmente il 17 ottobre 2006.
Come suggerisce il suo titolo, esso è una lunghissima suite in più movimenti che gli LCD Soundsystem hanno tentato di rendere complessivamente lunga 45 minuti e 33 secondi: durata che fa riferimento alle due principali velocità di rotazione per i dischi in vinile.
Il brano ha ricevuto il plauso della critica ed è considerato da alcuni una delle vette artistiche del gruppo.

## Storia
45:33 è stato commissionato dalla Nike e registrato tra il luglio e il settembre del 2006 presso i DFA Studios di New York.  La traccia, inizialmente acquistabile nel solo sito di iTunes per un periodo di tempo limitato, apparteneva originalmente alla Nike, ma dopo sei mesi dalla sua pubblicazione la proprietà del brano è andata alla DFA Records.
Alcuni spezzoni di 45:33, come Part 3, sono stati riutilizzati su Sound of Silver. La stessa Part 3 è stata regalata agli utenti registrati nella applicazione Nike+ quando essa ha registrato il suo milionesimo miglio. La suite è stata ripubblicata alla fine dell'anno con tre tracce bonus recuperate dai B-side delle edizioni europee dei singoli di Sound of Silver. Nel 2009 è uscita una versione remixata del brano intitolata 45:33 Remixes. Durante una serie di concerti tenuti al Terminal 5 e al Madison Square Garden di New York nel mese di aprile del 2011, gli LCD Soundsystem hanno eseguito 45:33 più il brano Sound of Silver.

## Il disco
45:33 è una suite in più movimenti nata per essere una "colonna sonora per il jogging" e descritta come un'"enciclopedia della musica dance elettronica, dall'euro disco al disco-punk e alla chillout house music". James Murphy, il leader del gruppo, ha inizialmente dichiarato di aver trovato l'ispirazione del brano utilizzando un tapis roulant. Successivamente, ha smentito la sua affermazione e ha asserito di aver preso a modello il krautrock sintetico e pulsante dell'album E2-E4 (1984) di Manuel Göttsching.
Dopo dieci minuti dominati da accordi di pianoforte e coretti a cui si aggiunge presto una voce dal timbro soul, le ritmiche si fanno più pesanti e scandite dai sintetizzatori mentre, a partire dal diciannovesimo minuto, si aggiungono un groove funky accompagnato da uno spoken word e da un coro femminile. Più tardi, poco prima del trentesimo minuto, la musica diventa un "delirio di vocoder Yellow Magic Orchestra, luci stroboscopiche, suggestioni disco e Tour de France kraftwerkiani più fortunati". Prima dei quaranta minuti, i ritmi incalzanti del brano fanno spazio alle sonorità elettroniche e delicate dell'ultimo movimento.

## Accoglienza
| Recensione           | Giudizio |
| -------------------- | -------- |
| Pitchfork            |          |
| Ondarock             |          |
| Piero Scaruffi       |          |
| Metacritic           | 86/100   |
| The Guardian         |          |
| AllMusic             |          |
| Alternative Press    |          |
| The A.V. Club        | A        |
| Hot Press            |          |
| NME                  |          |
| Stylus Magazine      | A-       |
| Uncut                |          |
| Entertainment Weekly | A        |

45:33 ha ricevuto il plauso della critica e della stampa specializzata. Sul sito web di Metacritic l'album ha ricevuto un punteggio critico medio di 86/100 basato su 25 recensioni. Se Piero Scaruffi considera 45:33 l'album migliore del gruppo, Entertainment Weekly lo definisce un'"epica follia da dancefloor", mentre NME riporta che esso sarebbe uno "scintillante tributo" alla disco music. Sebbene fosse ispirato a un suo lavoro, Göttsching ha espresso un giudizio negativo verso 45:33 e ha sostenuto che "musicalmente, (45:33) non ha niente a che vedere con E2-E4" in quanto "sarebbe soltanto un suo 'megamix' (di E2-E4)".

## Tracce
1. 45:33 – 45:58